# Pristimantis pluvicanorus
Pristimantis pluvicanorus är en groddjursart som först beskrevs av De la Riva och Lynch 1997.  Pristimantis pluvicanorus ingår i släktet Pristimantis och familjen Strabomantidae. IUCN kategoriserar arten globalt som livskraftig. Inga underarter finns listade i Catalogue of Life.